# Parecoxib
Parecoxib is een geneesmiddel, dat in het lichaam wordt omgezet in valdecoxib, een specifieke COX2-remmer, en dat een pijnstillend effect heeft. Parecoxib is geregistreerd voor de behandeling van pijn na de operatie, en wordt per injectie toegediend.

## COX-2 remmers
COX-2 remmers vormen een aparte groep binnen de NSAID's, (Non-Steroidal Anti-Inflammatory Drug), ook wel prostaglandinesynthetaseremmers. De NSAID's, waarvan ibuprofen, naproxen en diclofenac bekende vertegenwoordigers zijn, werken in op prostaglandines, stoffen die plaatselijk pijn en andere ontstekingsreacties tot stand doen komen.
COX-2 remmers zijn destijds geïntroduceerd omdat ze minder maagbeschadiging veroorzaken dan de klassieke NSAID's. Ze raakten echter weer uit de mode toen er berichten kwamen dat ze de kans op hart- en vaatziekten zouden vergroten. De combinatie van een klassieke NSAID met een maagzuurremmer voorkomt maagbeschadiging minstens net zo effectief en is goedkoper. COX-2 remmers remmen het enzym COX-2. Andere selectieve NSAID's zijn onder andere rofecoxib (uit de handel), celecoxib en etoricoxib.

## Parecoxib
De tekst over Parecoxib in het gezaghebbende Farmacotherapeutisch Kompas begint met een waarschuwing:
Omdat er onvoldoende gegevens zijn om de werkzaamheid van parecoxib t.o.v. de in Nederland beschikbare middelen vast te stellen is er vooralsnog geen plaats voor dit middel.
Het middel, dat per injectie (in een dosis van 20 of 40 mg) diep in de bilspier moet worden toegediend, is geregistreerd voor de behandeling van post-operatieve pijn. Dat wil zeggen dat een arts die het om andere redenen voorschrijft, voor deze off label prescription expliciet toestemming van de patiënt moet krijgen.
Het middel wordt in Europa verkocht door de firma Pfizer, onder de naam Dynastat.

## Eigenschappen
Het pijnstillende effect treedt na een half uur in en houdt 6-12 uur aan. Op korte termijn (7 dagen) zijn er minder maagklachten dan bij klassieke NSAID's, en evenveel als bij een placebo. Er is een verhoogde kans op trombo-embolische complicaties en op opengaan van de operatiewond. Omdat het middel via het cytochroomcomplex wordt gemetaboliseerd, is er nogal eens kans op interacties. Verder kunnen er allergische reacties met de huid optreden.